# Jasmone
La jasmone C11H16O est un composé carbonylé (cétone), donnant son parfum au jasmin. Ce composé se présente sous forme d'un liquide jaune pâle à l'odeur de céleri, mais qui évoque l'odeur de jasmin quand il est dilué. La jasmone est utilisée en parfumerie sous forme de jasmonate de méthyle.
La jasmone existe sous deux formes :
- cis-jasmone, présente dans les extraits de jasmin.
- trans-jasmone

La jasmone obtenue par synthèse contient les deux formes. En conséquence, si un parfum contient de la trans-jasmone, il n'est pas entièrement d'origine végétale.

## Stéréoisomérie
En raison de l'isomérie cis-trans de la double liaison non cyclique, il existe deux stéréoisomères de la jasmone:
| Jasmone     | Jasmone     |
| ----------- | ----------- |
| (Z)-jasmone | (E)-jasmone |